# Radovan Šimáček
Radovan Šimáček (16. listopadu 1908, Praha – 25. června 1982, Praha) byl český publicista a spisovatel především historických románů.

## Život
Radovan Šimáček se narodil roku 1908 v Praze, v rodině nakladatele Bohuslava Šimáčka (1866-??) a jeho manželky Milady, rozené Šimáčkové (1887-??).
Pocházel z rodiny, jejíž členové byli činní v kultuře. Jeho příbuznými byli spisovatel M. A. Šimáček (otec matky) a nakladatel František Šimáček. Strýc Vladimír Šimáček byl herec a sestra Dagmar, provdaná Outratová byla spisovatelka a překladatelka.
Po ukončení reálného gymnázia v Křemencově ulici v Praze roku 1926 absolvoval roční abiturientský kurz na obchodní akademii a v letech 1927-1929 dvouletý studijní pobyt na École libre des sciences politiques v Paříži. Poté pracoval rok jako úředník v exportním oddělení Zbrojovky v Brně, v letech 1930-1942 byl redaktorem časopisu Hospodářský rozhled a v letech 1942-1944 redaktorem Světového literárního klubu v nakladatelství Máj. Pak byl nasazen do výroby a pracoval až do konce druhé světové války jako pomocný dělník. Od roku 1945 do roku 1951 působil jako šéfredaktor tiskové služby na ministerstvu zahraničního obchodu a jako redaktor časopisu Zahraniční obchod, v letech 1951-1952 byl redaktorem národohospodářských publikací v Průmyslovém vydavatelství a v letech 1952-1959 v nakladatelství Orbis. Poté pracoval jako korektor ve Středočeských tiskárnách a od roku 1964 byl redaktorem Československé vlastivědy při Socialistické akademii a působil i v jejím nakladatelství Horizont. Roku 1971 odešel do výslužby, ale i nadále spolupracoval s ministerstvem zahraničního obchodu při vydávání ekonomických příruček.
Radovan Šimáček aktivně provozoval jezdecký sport. V letech 1927-1930 o něm psal články do časopisu Gentleman a v letech 1930-1934 vydával specializovaný časopis Turf a podílel se na činnosti jezdeckých organizací.
Časopisecky debutoval Radovan Šimáček roku 1926. Své literární příspěvky otiskoval v různých novinách a časopisech a roku 1930 vydal v časopise Turf na pokračování svou prvotinu s detektivním námětem Černý a bílý z prostředí koňských dostihů, kterou později přepracoval na román Napoleon byl zavražděn. Dále však již psal tradičně pojatou historickou prózu, ve které se soustřeďoval na dějově vděčné epizody z historie českých šlechtických rodů od středověku po třicetiletou válku.
Kromě beletrie napsal Radovan Šimáček několik odborných publikací o zahraničním obchodě, jezdeckou a vodáckou příručku a historickou práci o dostihovém sportu.
Radovan Šimáček zemřel roku 1982 v Praze.

## Dílo

### Beletrie
- Černý a bílý (1930), časopisecky vydaná autorova románová prvotina s detektivním námětem z prostředí koňských dostihů ve Velké Chuchli. Autor příběh roku 1946 přepracoval na román Napoleon byl zavražděn.
- Zločin na Zlenicích hradě L. P. 1318 (1941), ve své době ojedinělý pokus o žánr historické detektivky, kniha je od roku 1968 vydávaná v úpravě pro mládež.
- Krev a pivo (1945), historický román z doby krále Vladislava Jagellonského, ve kterém se na pozadí napjatých hospodářských poměrů, provázejících úpadek rytířského stavu, líčí boj rytíře Heřmana z Janovic, který se opovědnictvím a organizovaným lupičstvím domáhá svého práva vůči bavorskému knížeti a nakonec i vůči králi. Kniha je od roku 1971 vydávána v úpravě pro mládež po názvem Ve znamení W.
- Jan Puklice ze Vstuh (1946), historická povídka pro mládež.
- Napoleon byl zavražděn (1946), přepracovaná časopisecky vydaná próza Černý a bílý z roku 1930.
- Výbuch (1957), historický román odehrávající se za stavovského povstání v letech 1618-1620 a popisující zánik rodu Smiřických jako předznamenání tragického osudu české šlechty po Bitvě na Bílé Hoře.
- Valdštejnská rapsodie (1969), široce rozvinutý románový obraz vzestupu Albrechta z Valdštejna, který zabírá rozsáhlý časový úsek evropských dějin za třicetileté války a uzavírá se generalissimovým chebským pádem. Jako protiklad k Valdštejnovu vojáckému a politickému snažení o moc vystupuje tu Jan Ámos Komenský.
- Ve znamení W (1971), pro mládež upravený autorův historický román Krev a pivo z roku 1945.
- Kříž proti kříži (1980), hlavním hrdinou historického románu pro mládež z prostředí čtvrté křížové výpravy v letech 1202-1204 je mladý rytíř Vítek z Klokot, který během tažení proti křesťanské Byzanci podléhá skeptickým úvahám o správnosti tohoto počínání, vymaňuje se z obdivu k vítězným křižákům a rozčarován se vrací do vlasti.

### Ostatní práce
- Charles Maurras (1930), studie o francouzském politickém mysliteli, novináři, spisovateli a literárním kritikovi.
- Národní hospodářská rada a otázka stavovského zastoupení ve Francii (1931),
- Abeceda sokolského jezdce (1938), jezdecká příručka,
- Czechoslovak Economy in a Nutshel (1947), národohospodářský přehled (anglicky),
- Zahraniční obchod a výroba (1955), člen autorského týmu,
- Za vyšší efektivnost zahraničního obchodu (1958), člen autorského týmu,
- Mládí na řece (1962), vodácká příručka,
- Turistika mládeže (1965), člen autorského týmu,
- Malá encyklopedie zahraničního obchodu (1964), člen autorského týmu,
- Obchodujeme s celým světem (1970), příručka o zahraničním obchodu pro mládež,
- Kapitoly z dějin dostihového sportu (1976),
- Vyrobeno v Československu (1978), pomocná kniha pro střední odborné školy.

## Filmové adaptace
- Zločin na Zlenicích hradě (1971), český televizní film, režie Věra Jordánová.